# عناز (نبات)
العِنَّاز  أو البوطي (باللاتينية: Butomus) جنس نباتي من الفصيلة البوطية يضم نوعين فقط.

## أنواعه
1. العناز الخيمي (باللاتينية: Butomus umbellatus) وهو واطن في بلاد الشام ومصر والمغرب العربي ومعظم مناطق أوروبا
2. العناز القصبي (باللاتينية: Butomus junceus) في أوروبا